# Baie de Santander
La baie de Santander est le plus grand estuaire du nord de l'Espagne avec une extension de 22,42 km2, une longueur de 9 km et une largeur de 5 km. En raison de l'influence de  Santander et de son aire métropolitaine, presque la moitié de la population de la communauté autonome habite autour de la baie, ce qui explique que cette étendue d'eau subisse une forte pression anthropique.
L'entrée de la baie est précédée de l'anse d'El Sardinero dans laquelle est située l'île de Mouro. L'intérieur de la baie est accessible par un étroit passage entre la péninsule de la Magdalena, à proximité de laquelle se trouvent l'îlot de La Torre et l'île de la Horadada, et le banc de sable d'El Puntal, une large barrière longitudinale de plages et de dunes qui protège les tranquilles eaux intérieures de la baie.
La morphologie originelle de la baie a connu d'importants changements au cours des derniers siècles. On estime que plus de 50 % de l'extension initiale de celle-ci a été comblée par l'assèchement de marais transformés en pâturages ou utilisés pour l'agrandissement du port de Santander, la création de zones industrielles, résidentielles ou de services. Des actions ponctuelles sont actuellement menées dans le but de protéger certaines zones ayant une haute valeur écologique en les réintégrant à la dynamique de la marée.
La baie de Santander est membre du club des plus belles baies du monde.

## Communes limitrophes
- Santander
- Camargo
- El Astillero
- Marina de Cudeyo
- Ribamontán al Mar
- Villaescusa

## Plages
- Plage des Bikinis
- Plaga de la Magdalena
- Plage des Dangers
- Plage de la Pointe de Parayas
- Plage de Pedreña
- Plage du Puntal
- Plage de Somo

## Îles
- Île des Souris
- Île de Pedrosa
- Îlot de la Torre
- Île de la Horadada